# 母袋温泉
母袋温泉（もたいおんせん）は、岐阜県郡上市大和町にある温泉。

## 泉質
- 弱アルカリ性単純温泉

## 温泉地
郡上市北部にある母袋烏帽子岳の麓、標高850メートルの山中にキャンプ場と旅館を兼ねた一軒宿「アウトドアイン母袋」が存在する。
日帰り入浴は土日のみ可能。キャンプ場は4月〜11月で、12月以降はスキー場として開設される。
宿泊場所は旅館を併設した本館、バンガローやオートサイトから成る。

## アクセス
- 長良川鉄道越美南線徳永駅よりタクシーで約20分。
- 東海北陸自動車道ぎふ大和ICより車で20Km。